# Wymondham
Wymondham è un paese di 14 405 abitanti della contea del Norfolk, in Inghilterra.